# 황인정
황인정(黃仁貞, 1969년 10월 16일 ~ )은 대한민국의 배우이다.

## 학력
- 숙명여자대학교 무용과 학사

## 드라마
- 1993년 KBS 1TV 특집드라마 《시인을 위하여》
- 1993년 MBC TV 드라마 《김가 이가》- 이보람 역
- 1994년 MBC TV 베스트극장 《작은도둑》- 김진영 역
- 1995년 KBS 2TV 수목드라마 《갈채》- 서주희 역
- 1999년 MBC TV 베스트극장 《인형의 집》- 윤정 역
- 2000년 KBS 2TV 아침드라마 《내일은 맑음》

## 영화
- 2007년 《열한번째 엄마》 - 담임선생님 역